# Discos Belter
Discos Belter, S.A. (llamada a menudo simplemente Belter) fue una discográfica española fundada en 1954 como Belter, S.L. por el abogado Josep Ramon Batalla Altayó y por el músico Joaquín Alfonso Navas. Tuvo su apogeo durante la década de 1970 y editó numerosos álbumes y sencillos generalmente en el entorno español, hasta su quiebra a finales de 1984.

## Historia

### Inicio
Belter se creó en 1954 en Barcelona (España) con la intención de aprovechar el crecimiento del mercado musical en España. El nombre es un acrónimo creado a partir de los nombres de las esposas de los fundadores, IsaBEL y TEResa.
Tras unos comienzos difíciles, en el que el panorama musical nacional no terminaba de despegar, la discográfica subsistía editando LP, generalmente de folclore español, de algunos de los artistas emergentes españoles más importantes de los años 1950 y 1960 como Manolo Escobar, Juanita Reina, Paquita Rico o Concha Velasco. Los beneficios eran escasos debido a las reducidas ventas de discos a nivel general y al limitado poder adquisitivo de la sociedad española de la época.

### Apogeo
La época dorada de Belter sucedió durante los años 1970. El crecimiento de ventas del sector musical coincidió con el fichaje de los cantantes y grupos más vendedores del momento como Burning, Rosa Morena, Manolo Escobar, Víctor Manuel, Rumba Tres, Los Gritos, El Fary o Antonio Machín; así como los grupos infantiles Parchís y Regaliz.

### Quiebra
A principios de 1980, Belter entró en una grave crisis económica. El mercado crecía y las discográficas multinacionales se empezaban a afincar en España, restando cuota a las discográficas nacionales. En 1981, la fábrica de Discos Belter entró en pérdidas, y adquirió parte de la fábrica de prensaje de la multinacional EMI, que trató de sacarla a flote, renombrándola como Fabricsa. Sin embargo, en 1983, EMI se retiró del proyecto, dejando la fábrica en manos de Belter.
Durante esta última etapa de su existencia, Belter se transformó como una discográfica independiente, grabando álbumes de grupos de rock relativamente desconocidos entonces, como Los Burros, Lemø o La Banda Trapera del Río. El 7 de noviembre de 1984, Discos Belter se declara en suspensión de pagos y abandona el proyecto empresarial de manera tan abrupta que dejó sus álbumes editados con la licencia sin renovar. Debido a ello existen numerosas versiones de los álbumes de Belter, editados por otras discográficas.
En 1985 la discográfica catalana Divucsa Music SA adquirió los derechos del catálogo de Belter, editando sus principales grabaciones desde entonces.